# Сысоев, Иван Григорьевич
Ива́н Григо́рьевич Сысо́ев (1903 — 1957) — советский дипломат. Чрезвычайный и полномочный посланник II класса.

## Биография
Член ВКП(б). На дипломатической работе с 1938 года.
- В 1920—1921 годах — служба в РККА.
- В 1923—1925 годах — слушатель советской партийной школы в городе Шахты.
- В 1925—1928 годах — студент рабфака в Ростове-на-Дону.
- В 1928—1932 годах — студент Московского геологоразведочного института.
- В 1932—1938 годах — инженер треста «Мосфундаментстрой».
- В 1938—1940 годах — первый секретарь миссии СССР в Швеции.
- В 1940—1941 годах — ответственный референт Отдела скандинавских стран НКИД СССР.
- В 1941—1942 годах мобилизован в РККА в качестве переводчика разведотдела, курсант Курсов усовершенствования командного состава Ленинградского фронта.
- В 1942—1944 годах — ответственный референт I Европейского отдела НКИД СССР.
- В 1944—1947 годах — ответственный референт, первый секретарь V Европейского отдела НКИД СССР.
- В 1947—1948 годах — и. о. помощника заведующего V Европейским отделом НКИД СССР.
- В 1948—1950 годах — советник дипломатической миссии СССР в Финляндии.
- В 1950—1952 годах — советник посольства СССР в Швеции.
- В 1952—1954 годах — советник дипломатической миссии СССР в Исландии.
- С 3 июня 1954 по 19 июля 1955 года — чрезвычайный и полномочный посланник СССР в Дании[1].

Похоронен на 19 участке Ваганьковского кладбища в Москве.